# Shit & Chanel No. 5
Shit & Chanel No. 5 er det andet album fra den danske rockgruppe Shit & Chanel. Det udkom i november 1977 på Abra Cadabra Production.
I forhold til gruppens debutalbum synges alle hovedstemmerne på dette album af Anne Linnet og/eller Lis Sørensen, også når numrene er skrevet af gruppens øvrige medlemmer.

## Sange
| Nr. | Titel                 | Længde | Skrevet af                |
| --- | --------------------- | ------ | ------------------------- |
| A1  | "Vent til jeg kalder" | 3:47   | Anne Linnet               |
| A2  | "Gideon"              | 3:10   | Anne Linnet, Lis Sørensen |
| A3  | "Kold fisk"           | 2:40   | Astrid Elbek              |
| A4  | "Din sol"             | 3:48   | Anne Linnet               |
| A5  | "Helga"               | 3:05   | Anne Linnet, Lis Sørensen |
| A6  | "Lones bossa"         | 3:42   | Lone Poulsen              |
| B1  | "Herrens sejr"        | 3:17   | Anne Linnet, Lis Sørensen |
| B2  | "Tomater"             | 4:05   | Astrid Elbek              |
| B3  | "Miss Baby"           | 3:07   | Anne Linnet               |
| B4  | "Rita"                | 4:29   | Anne Linnet               |
| B5  | "Hva' har do mæ"      | 1:45   | Anne Linnet               |
| B6  | "Børnene græder"      | 3:40   | Anne Linnet, Lis Sørensen |

## Medvirkende

### Musikere
- Astrid Elbeck: Sang, el-piano, flygel, clavinet, synthesizer (strygermaskine) (moog)
- Ulla Tvede Eriksen: Sang, trommer, timbales, percussion, trompet (A1)
- Anne Linnet: Sang, guitar, akustisk guitar, sopran-saxofon, alt-saxofon
- Lis Sørensen: Sang, guitar, akustisk guitar, guitar (damesingle(sic!)), koklokker (B1)
- Lone Poulsen: Bas, akustisk guitar, guitar (damesingle)

### Øvrige
- Freddy Hansson: Producer (sammen med gruppens medlemmer), lydtekniker
- Shit og Chanel: Coverdesign
- Fotos: John Ovesen, Mogens Laier, Jette Michaelsen

## Cover
På forsiden af albummets cover er et kvadratisk billede af gruppens medlemmer, der hver sidder under en hårtørrer hos en frisør og læser i dameblade, mens de smiler til fotografen der afbilder dem skråt fra siden. Udenom er en ret bred hvid ramme, og øverst står pladens titel i versaler.
Bagsiden viser en stribe amatørbilleder af små piger, sandsynligvis af gruppens medlemmer som små, idet der også er enkelte billeder af dem som voksne. Nederst til venstre er der lige blevet plads til at opremse pladens numre.
På indercoveret er der en fyldig beskrivelse af numrene med oplysninger om, hvem der spiller hvad osv. på den ene side, hvor der i midten er en tegning af en kvinde i en mytologisk fremstilling (som om hun kommer ud af et søstjerne-lignende dyr), mens man på den anden side finder teksterne til sangene på albummet.